# Гексагональні шахи
Гексагональні шахи — група шахових варіантів, які грають на шестикутній дошці, з шестикутними (гексагональними) полями. Найвідомішими з них є Гексагональні шахи Глінського, створені у 1936 році польським інженером Владиславом Глінським (Władysław Gliński).

## Гексагональні шахи Глінського

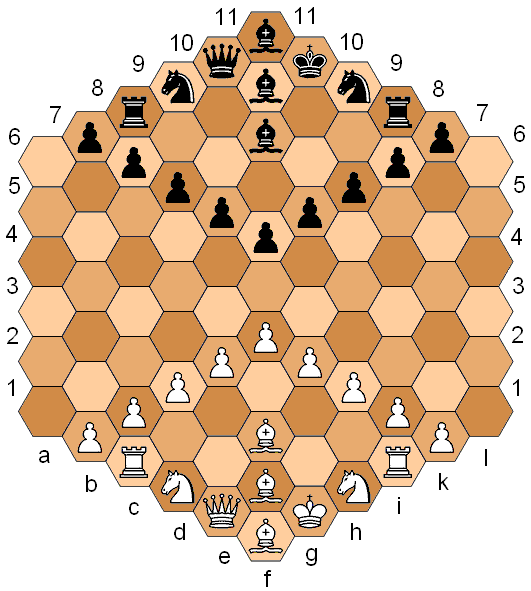
Гексагональні шахи Глінського. Початкова позиція.

Найпопулярніший варіант гексагональних шахів. Був час, коли кількість гравців перевищувала пів-мільйона, та більше 130 000 шахових дощок було продано. Гра була дуже популярною у Центральній Європі, особливо у Польщі. У 1980 році у Лондоні була створена Міжнародна організація з гексагональних шахів (International Hexagonal Chess Foundation). Після смерті Глінського у 1990 році популярність гри дещо впала. У 1996 році у Мінську організацію було перезасновано.
Гра ведеться двома гравцями на шестикутній дошці, що має 91 поле трьох кольорів (зазвичай один з кольорів білий). Дошка має 11 вертикалей, що позначаються літерами a, b, c, …, k, l (літера j не використовується). Поля кожної нумеруються знизу вгору. На крайніх вертикалях по 6 полів, на центральній — 11. Роль горизонталей виконують діагоналі, зліва від лінії «f» — паралельні а1-f1, а справа — паралельні f1-l1. До класичного набору фігур додано ще одного слона та пішака. Початкова позиція показана на діаграмі справа.
На діаграмах нижче зображено ходи фігур. Як і в класичних шахах, кінь може перестрибувати через інші фігури. Три слони різних кольорів ніколи не перетинаються. Ферзь рухається як тура та слон. Рокіровок немає.
|  |  |
|  |  |
|  |  |

Докладніше дивись Гексагональні шахи Глінського.

## Гексагональні шахи МакКуея

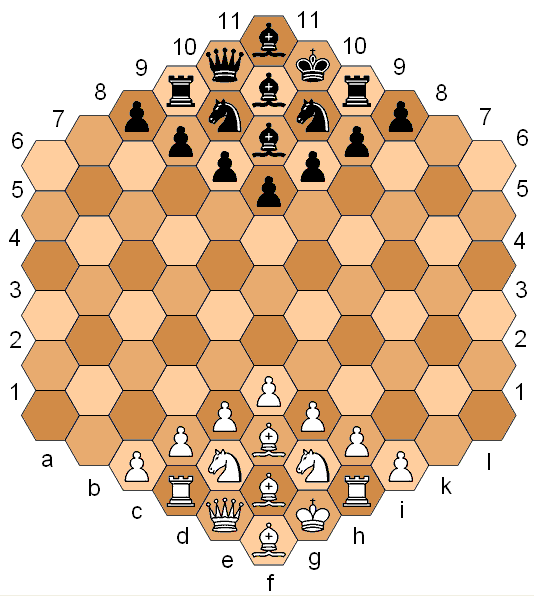
Гексагональні шахи МакКуея, початкова позиція.

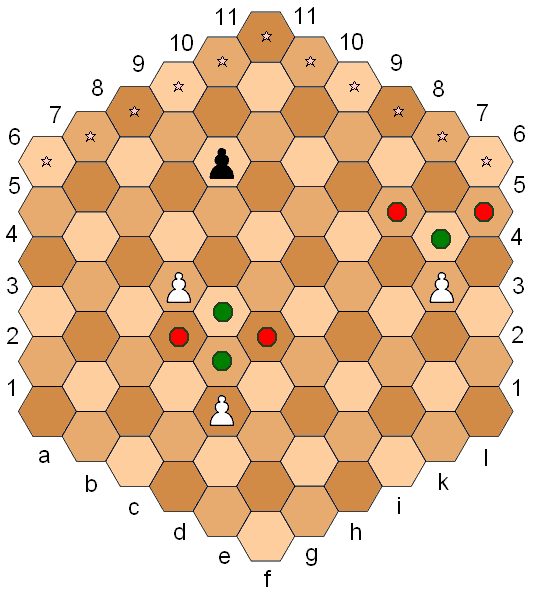
Ходи пішаків

Дайв МакКуей (Dave McCooey) та Річард Хонейкат (Richard Honeycutt) розробили інший варіант гексагональних шахів. Він дуже схожий на варіант Глінського, проте має три основні відмінності: початкову позицію, ходи пішаків та прирівняння пату до нічиєї. На діаграмі зліва зображені ходи пішака для варіанта Маккуея.

## Гексагональні шахи Шафрана

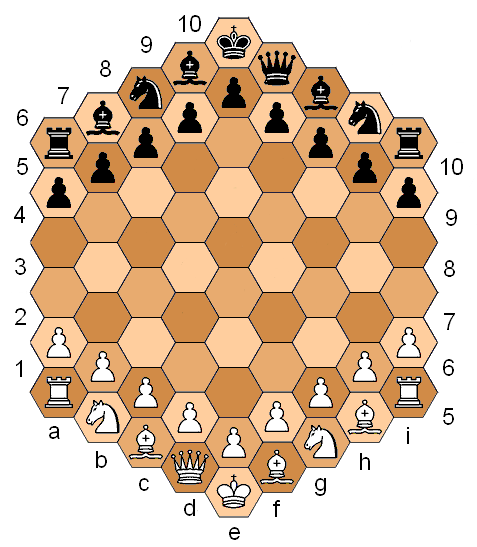
Гексагональні шахи Шафрана, початкова позиція.

Створені радянським геологом Ісааком Григоровичем Шафраном у 1939, та зареєстровані у 1956. Вони були продемонстровані на Світовій Шаховій виставці у Лейпцигу у 1960 році.
Дошка являє собою неправильний шестикутник, що має 70 полів, на відміну від 91 у варіантах Глінського та МакКуея. Початкова позиція показана на діаграмі справа. Лівий фланг кожного гравця називається «ферзевим», правий — «слоновим».
Фігури та пішаки ходять та б'ють так само, як у варіанті Маккуея. Проте першим ходом пішак може перейти на середину своєї вертикалі. Це означає, що першим ходом пішаки «а» та «і» можуть піти лише на одне поле, а пішаки «d», «e» та «f» можуть походити на три поля. Якщо вони роблять такий хід, то їх можна бити «на проході».

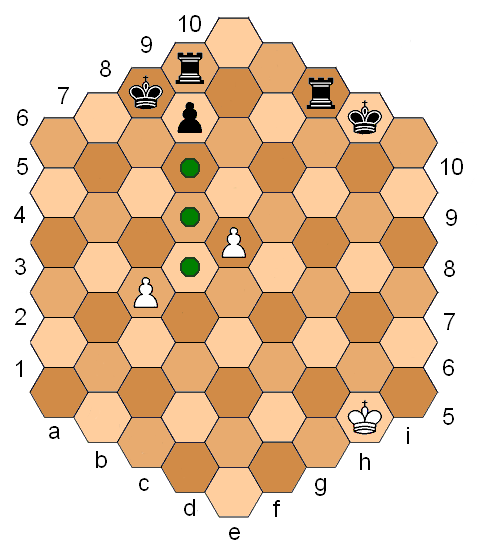
Рокіровка та взяття на проході.

Рокіровка можлива у шахах Шафрана. Рокіровка відбувається за класичними правилами. Вона може бути короткою, або довгою, в обох напрямках і позначається як Q- або B- (позначаючи, яку саме туру використовують — «ферзеву» чи «слонову»), за тим слідує знак 0-0-0 (довга рокіровка), або 0-0 (коротка рокіровка). Рокіровка направду не збільшує безпеку короля і не переводить туру на активнішу позицію, проте існує у грі, тим не менше, для завершеності.
Пат вважаться нічиєю.

## Інші варіанти гексагональних шахів
Першим опублікованим варіантом гексагональних шахів була комерційна гра Hexagonia. Вони були створені у 1864 році John Jacques & Son. Дошка мала 125 полів, кожний з гравців мав короля, 2 гармати, 4 коня та 8 пішаків.
У 1984 році Рональд Планесі (Ronald Planesi) створив ImmortalStarMasters. Це варіант шахів або шашок для кількості гравців від двох до шести, що грається на гексагональній дошці. Дошка для гри значно більша, за дошку у варіанті Глінського, щоб забезпечити достатній простір для шести гравців таким чином, щоб кожну сторону міг зайняти один з гравців. Набір фігур той же, що й у класичному варіанті, лише додано одного слона (для полів третього кольору). Всі фігури, окрім пішаків, ходять так само, як у варіанті Глінського. Ходи пішака схожі на ходи у варіанті МакКуея, проте він може ходити прямо у двох напрямках, та бити у трьох напрямках. Версія для двох гравців має такі самі правила, та використовує таку саму дошку. Наполеонівський метод гри включає двох гравців, кожен з яких використовує три комплекти фігур, або троє гравців, кожен з яких використовує два комплекти фігур.
C'escacs 2007 — це великі шахи Глінського на дошці, що має 169 полів. До набору фігур Глінського додано дракона (канцлера), два пегаси (кардинал, архієпископ) і два принци.

## Виноски
1. ↑  Gliński's Hexagonal Chess [Архівовано 19 червня 2006 у Wayback Machine.] by Hans L. Bodlaender.
2. ↑  McCooey's Hexagonal Chess [Архівовано 19 червня 2006 у Wayback Machine.] by Dave McCooey.
3. ↑  Pritchard, D. (2000). Popular Chess Variants. Batsford Chess Books. ISBN 0-7134-8578-7.
4. ↑  ImmortalStarMasters [Архівовано 13 червня 2021 у Wayback Machine.] by Ronald D. Planesi
5. ↑  C'escacs. Архів оригіналу за 7 серпня 2010. Процитовано 29 грудня 2009.

## Зовніші посилання
- Gliński's Hexagonal Chess [Архівовано 11 січня 2006 у Wayback Machine.] by Hans L. Bodlaender.
- Hexagonal Chess by I G Shafran [Архівовано 12 березня 2007 у Wayback Machine.] by Ivan A Derzhanski.
- Гексагональні шахи (білоруський сайт)
- Гексагональні шахи Глінського
- Програма для гри в гексагональні шахи [Архівовано 27 жовтня 2005 у Wayback Machine.] (zip-файл)